# Wasilij Wysocki
Wasilij Fomicz Wysocki, ros. Василий Фомич Высоцкий (ur. 1893 we wsi Strawieniki w rejonie Wilna, zm. 14 sierpnia 1937 w Moskwie) – Białorusin, radziecki funkcjonariusz służb specjalnych.

## Życiorys
Ukończył szkołę cerkiewną w Wilnie. W 1914 r. został zmobilizowany do armii rosyjskiej. Brał udział w I wojnie światowej. Służył w lejbgwardii Warszawskiego Pułku Ułanów. Doszedł do stopnia chorążego. 
Pod koniec 1917 wstąpił do Czerwonej Gwardii. Dowodził Samodzielnym Oddziałem Kawalerii w Charkowie, walcząc z Niemcami i Ukraińcami. Następnie brał udział w formowaniu Samodzielnego Szwadronu Kawalerii Gubwojenkomatu w Saratowie, obejmując funkcję komisarza wojskowego. Od lutego 1918 należał do Rosyjskiej Partii Komunistycznej (bolszewików). W tym samym roku skierowano go do prowadzenia nielegalnej działalności wywiadowczej na Litwie. Po zajęciu Wilna przez wojska bolszewickie w 1919, został komisarzem miejscowej milicji miejskiej. Po odzyskaniu miasta przez Wojsko Polskie był aresztowany. W 1920 wymieniono go na Polaków aresztowanych na terytorium Rosji Sowieckiej. 
Wstąpił do CzeKa. Początkowo był funkcjonariuszem Oddziału Kontrwywiadowczego. Następnie stał na czele wydziału agenturalnego Oddziału Specjalnego wileńskiej CzeKa. Do 1921 r. był zastępcą szefa jednego z wydziałów Oddziału Specjalnego CzeKa. W 1921 przeszedł do wywiadu zagranicznego CzeKa. Do 1922 r. pełnił funkcję zastępcy szefa Oddziału Agenturalnego INO CzeKa. Następnie był zastępcą szefa jednego z wydziałów Oddziału Kontrwywiadowczego CzeKa. W latach 1926–1930 był rezydentem OGPU w Warszawie. Po powrocie do Moskwy został starszym funkcjonariuszem 1 wydziału INO OGPU, a następnie starszym funkcjonariuszem 3 wydziału Oddziału Informacyjnego OGPU. W 1931 stanął na czele Oddziału Sekretno-Politycznego OGPU. Jednocześnie pełnił funkcję sekretarza przedstawiciela pełnomocnego OGPU do Spraw Kraju Północno-Kaukaskiego. Od 1933 r. był szefem Oddziału Operacyjnego OGPU do Spraw Azji Środkowej. Od 1935 stał na czele Oddziału Operacyjnego UGB NKWD do Spraw Obwodu Saratowskiego. Jednocześnie w 1936 r. został inspektorem grupy inspektorskiej UNKWD. Doszedł do stopnia kapitana bezpieczeństwa państwowego. 
Na początku lipca 1937 został aresztowany, a następnie po procesie rozstrzelany.
Został zrehabilitowany 1 lutego 1958.